# Klątwa Doliny Węży
Klątwa Doliny Węży (titolo internazionale: Curse of Snakes Valley) è un film del 1987, diretto da Marek Piestrak.

## Trama
Nel 1954, quando il capitano dell'esercito francese, Bernard Traven, servì come pilota di elicottero durante la guerra in Indocina, durante un volo di ricognizione sulle giungle del Vietnam centrale, il suo elicottero sparò guerriglieri vietnamiti dalla mitragliatrice Browning. Il partner Traven subisce una ferita mortale, ma riesce comunque a far atterrare un elicottero nella giungla, e lo stesso Traven rimane in vita. Coprendo l'elicottero con rami di palma, Traven raggiunge il tempio buddista perduto, dove, minacciando i monaci con una pistola, rapisce una reliquia sacra - la testa di un serpente, costellata di pietre preziose. La reliquia contiene un antico manoscritto con personaggi misteriosi. Dopo di ciò, il capitano lascia frettolosamente il monastero, senza sentire uno dei monaci gridargli dietro qualcosa di poco gentile.
Al momento dei principali eventi del film in pensione Traven vive a Parigi, colleziona antiche opere d'arte ed è considerato un famoso antiquario. Ma la strana scoperta, portata loro dall'Indocina, non gli dà riposo.
Per aiutarlo arrivò un altro ben noto in certi circoli di personalità: il professore polacco Jan Tarnas, specializzato nella cultura del tempio dimenticata Khurumvanit, che fu in grado di leggere l'iscrizione sul manoscritto di Traven e persino di trovare in questo libro una cache. All'interno delle fibre era nascosta una mappa che indicava la strada per la Valle dei Mille Serpenti, dove, in base al testo, veniva mantenuta un'arma, il cui possessore poteva diventare il padrone del mondo. Dopo l'estrazione della carta segreta cominciano a verificarsi strani eventi - lo scienziato e il collezionista sono costantemente perseguitati da serpenti velenosi: nel giardino, nella casa e nello studio dello scienziato. Per puro caso, persone estranee divennero vittime di serpenti e il professore e l'antiquario rimasero vivi. Inoltre, il reporter francese del giornale France Soir Christine Jeber è anche devoto al loro segreto, così come un'organizzazione segreta guidata da un certo Mr. Bricher. I ricercatori che lavorano in questa organizzazione hanno scoperto che nell'ornamento sull'antico manoscritto esiste una struttura molecolare codificata della lega (cerio + lantanio + neodimio), che potrebbe essere ottenuta solo in condizioni di vuoto cosmico. Nel frattempo, Traven, senza dire a Tarnas del suo passato o dei suoi piani, organizza una spedizione in Vietnam. All'arrivo, soggiornano in hotel.